# Davy Schollen
Davy Schollen (ur. 28 lutego 1978 w Sint-Truiden) – belgijski piłkarz występujący na pozycji bramkarza.

## Kariera klubowa
Schollen jako junior grał w SC Hoegaarden. W 1999 roku trafił do pierwszoligowego Sint-Truidense VV. W debiutanckim sezonie 1999/2000 w Jupiler League wystąpił trzy razy. W Sint-Truidense spędził w sumie trzy lata i w tym czasie zagrał w barwach tego zespołu 23 razy.
W 2002 roku przeszedł do mistrza Belgii - Racingu Genk. Pierwszy występ dla tego klubu zanotował 6 kwietnia 2003 w wygranym przez jego drużynę 6-2, wyjazdowym spotkaniu z KV Mechelen. Łącznie w sezonie 2002/2003 rozegrał pięć spotkań. Jego klubowi nie udało się natomiast obronić tytułu mistrzowskiego, gdyż zajął szóste miejsce w ligowej tabeli. W następnej edycji rozgrywek Jupiler League, wystąpił dwukrotnie. Łącznie w ekipie z Genku wystąpił siedem razy.
Latem 2004 podpisał kontrakt z holenderskim pierwszoligowcem – NAC Bredą. W Eredivisie zadebiutował 14 sierpnia 2004 w wygranym przez NAC 3-1 pojedynku z FC Utrecht. W NAC szybko wywalczył tam sobie miejsce w wyjściowej jedenastce i przez cały sezon rozegrał tam 32 ligowe spotkania (na 34 możliwe). Od początku kolejnego sezonu rywalizował o miejsce w składzie z Arno van Zwamem. W składzie grywali na przemian i obaj zagrali w lidze po 17 razy. W sumie Schollen w NAC spędził dwa sezony. W tym czasie zagrał tam 51 razy.
W 2006 roku powrócił do Belgii, gdzie związał się kontraktem z mistrzem kraju - RSC Anderlechtem. Pierwszy ligowy występ w nowych barwach zaliczył 18 listopada 2006 w meczu z KAA Gent, przegranym przez Anderlecht 1-2. Było to jednak jedyny mecz, rozegrany przez niego w sezonie 2006/2007 Jupiler League. Na koniec tych rozgrywek jego zespół uplasował się na pierwszej pozycji i drugi raz z rzędu sięgnął po mistrzostwo kraju. W 2008 roku Schollen został z Anderlechtem zdobywcą Pucharu Belgii.
W lipcu 2012 wrócił do Sint-Truidense VV i tam skończył karierę piłkarską w wieku 37 lat.

## Kariera reprezentacyjna
Schollen zanotował jeden występ w reprezentacji Belgii.